# 4532 Copland
4532 Copland eller 1985 GM1 är en asteroid i huvudbältet som upptäcktes den 15 april 1985 av den amerikanske astronomen Edward L.G. Bowell vid Anderson Mesa Station. Den är uppkallad efter den amerikanske kompositören Aaron Copland.
Asteroiden har en diameter på ungefär 14 kilometer och den tillhör asteroidgruppen Eos.